# Sistema de ligas de futebol da Bolívia
O sistema de ligas de futebol da Bolívia consiste em uma série de divisões e competições disputadas por clubes de futebol da Bolívia. Os torneios são organizados pela Federación Boliviana de Fútbol (FBF) e pelas associações regionais afiliadas. O sistema está dividido em três níveis: División de Fútbol Profesional (primeira divisão), Copa Simón Bolívar (segunda divisão) e as ligas departamentais/regionais.

## Sistema atual
| Nível | Competição | Competição | Competição |
| ----- | --- | --- | ---------- |
| 1     | División de Fútbol Profesional 16 clubes | División de Fútbol Profesional 16 clubes |            |
| 1     | ↓↑ 2 clubes promovidos | |            |
| 2     | Copa Simón Bolívar 37 ou 38 clubes (3 melhores classificados de cada liga regional da terceira divisão + vencedores do Torneo Interprovincial + rebaixados da primeira divisão) | Copa Simón Bolívar 37 ou 38 clubes (3 melhores classificados de cada liga regional da terceira divisão + vencedores do Torneo Interprovincial + rebaixados da primeira divisão) |            |
| 3     | Campeonato da Associação de Futebol de Chuquisaca Primera A 15 clubes | Campeonato da Associação de Futebol de Cochabamba Primera A 9 clubes (12 no Torneio Apertura)                                                                                   |            |
| 3     | Campeonato da Associação de Futebol de La Paz Primera A 10 clubes | Campeonato da Associação de Futebol de Oruro Primera A 12 clubes |            |
| 3     | Campeonato da Associação de Futebol de Santa Cruz Primera A 13 clubes | Campeonato da Associação de Futebol de Potosí Primera A 12 clubes |            |
| 3     | Campeonato da Associação de Futebol de Tarija Primera A 15 clubes | Campeonato da Associação de Futebol de Pando Primera A 10 clubes |            |
| 3     | Campeonato da Associação de Futebol de Beni Primera A 16 clubes | Torneo Nacional Interprovincial (juntou-se à Copa Simón Bolívar como a primeira fase) 9 clubes                                                                                  |            |
| 4     | Igual ao nível 3, com exceção da Primera B (segunda divisão) para cada liga regional                                                                                            | Igual ao nível 3, com exceção da Primera B (segunda divisão) para cada liga regional                                                                                            |            |